# Hans von Mangoldt (matematiker)
Hans Carl Friedrich von Mangoldt, född den 18 maj 1854 i Weimar, död den 27 oktober 1925 i Danzig, var en tysk matematiker. Han var son till nationalekonomen Hans von Mangoldt och farfar till juristen Hans von Mangoldt.
von Mangoldt avlade sin filosofie doktorsgrad 1878 vid Berlins universitet, där hans handledare var Ernst Kummer och Karl Weierstrass. Hans habilitation ägde rum vid Freiburgs universitet, under Ferdinand von Lindemanns ledning. von Mangoldt bidrog till beviset av primtalssatsen genom att leverera bevisningen till två påståenden i Bernhard Riemanns viktiga uppsats Ueber die Anzahl der Primzahlen unter einer gegebenen Grösse. Riemann själv hade endast lämnat ofullständig bevisning till sina påståenden. Mangoldt var verksam som professor vid Königlich Rheinisch-Westphälische Polytechnische Schule zu Aachen, där han efterträddes av Otto Blumenthal.